# US Airways

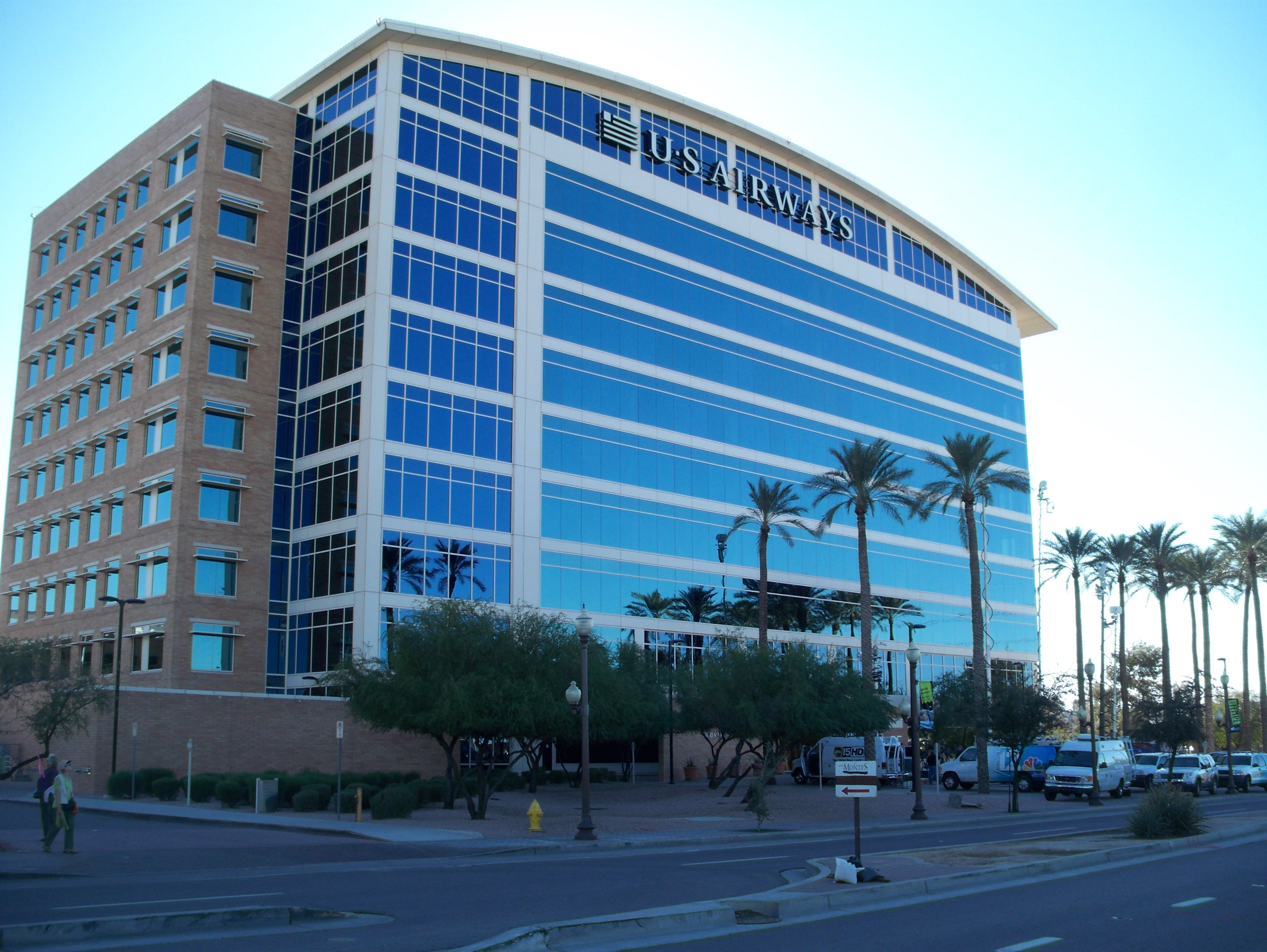
A sede da US Airways em Tempe, Arizona.

A US Airways foi uma linha aérea do Arizona, Estados Unidos. Em 2005, era a sétima maior linha aérea norte-americana. Em 2015, a companhia foi comprada pela America West Airlines, tendo completado sua fusão em setembro do mesmo ano, mantendo o nome de US Airways, embora a companhia resultante esteja sediada na antiga sede da America West, Tempe, Arizona. Em 2013, foi fundida com American Airlines, e em 2015 passa a ser parte integrante da American Airlines. 
A US Airways é membro da Oneworld.

## Códigos Internacionais
- IATA Código: US
- ICAO Código: AWE
- Designação: CACTUS

## História

### Primeiros anos
A US Airways começou a sua história com o nome de All American Aviation Company, fundada em 1939. Com base na cidade de Pittsburgh, a companhia aérea realizava os primeiros serviços no vale do rio Ohio. Em 1949 a companhia mudou a sua designação para All American Airways e passou de uma companhia de entrega de correio ao transporte de passageiros. Em 1952 mudou novamente o seu nome para Allegheny Airlines.
A Allegheny Airlines cresceu muito rapidamente, introduzindo na sua frota em 1966 o famoso McDonnell Douglas DC-9. Em 1968 adquiriu a Lake Central Airlines, e, mais tarde, em 1972, a Mohawk Airlines, convertendo-se numa das maiores companhias aéreas do Noroeste dos Estados Unidos.
Um acordo entre a Allegheny e a Henson Airlines, deu a oportunidade de contratar a Piedmont Airlines para os serviços da US Airways Express.

### O nascimento da USAir

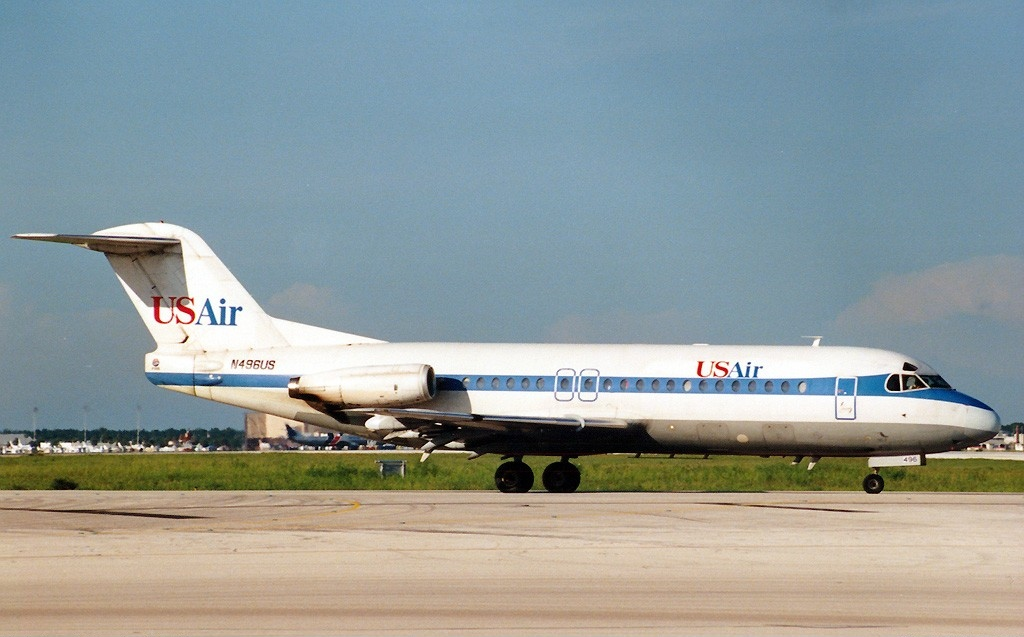
Fokker F28 da USAir.

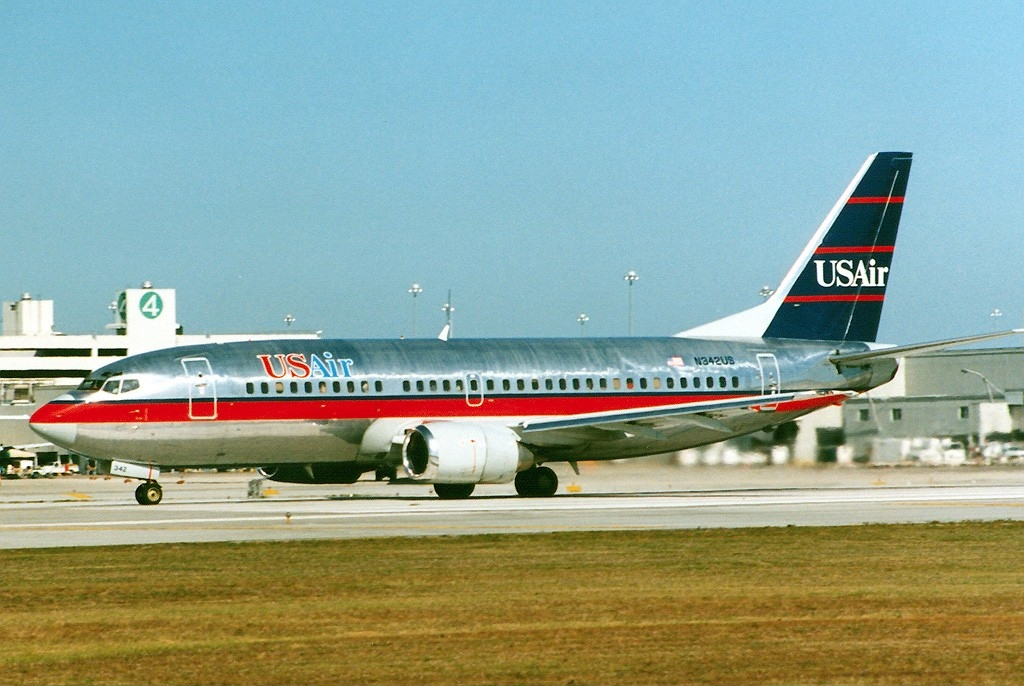
Boeing 737-300 da USAir.

A Allegheny Airlines voltou a mudar de nome em 1979 para USAir após a aprovação em congresso da lei Airline Deregulation Act, um ano antes. Isto permitiu que a companhia expandisse as suas operações para o Sul do país. No início dos anos 80, as suas rotas para o Noroeste do país passaram a ser operadas pela Ransome Airlines, entre outras companhias. Com a mudança de nome, houve também uma mudança de sede, de Pittsburgh para Washington, D.C.. Mas Pittsburgh continuará a ser o seu hub principal durante muitos anos.
A USAir foi cliente no lançamento do novo Boeing 737, pois a companhia precisava de um avião com maior capacidade para servir as suas rotas em grande crescimento na Florida. A USAir foi a maior operadora do McDonnell Douglas DC-9 e chegou a ter, no final dos anos 70, conversações com a McDonnell Douglas para o fabrico de um novo modelo, tendo mostrado interesse numa variação do DC-9-50. As negociações não correram bem, pelo que a USAir acabou por fechar negócio com a Boeing, recebendo o seu primeiro avião Boeing a 28 de Novembro de 1984.

### Anos 80: expansão e fusão
USAir teve um crescimento espectacular em 1987, depois de comprar a Pacific Southwest Airlines (PSA) e a Piedmont Airlines. Estas duas fusões tornaram o Aeroporto Internacional de Baltimore-Washington Thurgood Marshall e o Aeroporto Internacional Charlotte/Douglas nos principais hubs da companhia, tornando assim possível voos para a costa Oeste e voos transatlânticos para Londres-Gatwick. Quando finalizou a compra da Piedmont, em 1989, deu-se a maior fusão da história da companhia aérea.
No princípio dos anos 90, a USAir aumentou os seus serviços para a Europa, para Londres, Paris e Frankfurt, desde os seus principais hubs. A companhia formou novas sociedades: comprou 40% da Trump Shuttle que passaria a operar como a USAir Shuttle e aceitou fazer um acordo com a British Airways, da qual nasceu a maior aliança entre companhias aéreas. Foi graças à USAir que nasceu um novo terminal no Aeroporto Internacional de Pittsburgh.

### Anos 90: A US Airways
A 6 de novembro de 1996, a USAir muda o nome para o "current name", US Airways, e nesse mesmo ano fez um pedido de 400 aviões Airbus A320, dos quais 120 foram confirmados no momento. Deste modo nascia a maior frota de aviões de um só modelo na história da aviação. Em 1998 fez outro pedido, mas desta vez foram 30 Airbus A330 e Airbus A340. Estes pedidos tiveram o objectivo de alcançar as seguintes metas:
- Modernizar a frota com aviões mais modernos e eficientes.
- Ajudar, em conjunto com a mudança de nome, a elevar o perfil da US Airways no mercado global

A US Airways voltou a ter resultados positivos no meio dos anos 90, graças à concentração das suas rotas no Noroeste do país. Mais uma fusão surgiu a 24 de Maio de 2000, quando a US Aiways anunciou os seus planos para a compra de umas das subsidiárias da United Airlines, uma das maiores companhias do mundo na altura. A compra deveria custar cerca de 4.300 milhões de dólares
O acordo prévio para esta fusão mereceu a imediata oposição tanto dos representantes sindicais, como das associações dos consumidores e das autoridades reguladoras da concorrência, o que levou à não concretização da operação de fusão. Antes de que o Governo Federal paralisasse o processo, a United Airlines cancelou a sua oferta a 27 de Julho de 2001, pagando à US Airways uma multa de 50 milhões de dólares.
A partir de 2000, a US Airways começou a retirar vários modelos de aviões, procurando simplificar a sua frota e reduzir custos. Os modelos retirados foram substituídos pelo novo Airbus A320.

### 11 de Setembro e a queda financeira
Sendo a maior companhia a operar no Aeroporto Washington-Reagan, a US Airways sofreu enormemente com os atentados de 11 de Setembro. O desastre financeiro foi consequência do encerramento da subsidiária MetroJet e do abandono do Aeroporto Internacional Baltimore-Washington como seu hub principal e o despedimento de cerca de 1000 funcionários, entrando na bancarrota a 11 de Agosto de 2002. Graças a um empréstimo da Air Transportation Stabilization Board (Junta de Estabilização dos Transportes Aéreos), a companhia conseguiu sair da bancarrota. A 19 de Outubro de 2005 a companhia pagou totalmente o empréstimo do Estado, graças a uma operação de refinanciamento através de um sindicato financeiro privado.
O Aeroporto Internacional de Pittsburgh deixou então de ser o principal hub da US Airways. A companhia começou o desmantelamento das sua antiga estrutura, optando por dedicar-se a voos directos entre as maiores cidades da Costa Este, como o Aeroporto de Washington-Reagan, o Aeroporto de LaGuardia e o Aeroporto de Fort Lauderdale, entre outros.
Esta opção clara por voos mais directos já tinha sido tomada por muitas companhias aéreas anteriormente, como forma de aproveitar as rotas mais lucrativas. Trata-se de um sistema que teve como modelo a estratégia adoptada pela companhia low cost Southwest Airlines, um sistema que (ironicamente), a maior parte das companhias dos Estados Unidos utilizou até meados doas anos 80.
A 4 de Maio de 2004 a US Airways tornou-se no décimo-quarto membro da maior aliança de companhias aéreas do mundo, a Star Alliance.

### Presença no Brasil
Atualmente, a empresa oferece um serviço diário e direto entre seu hub em Charlotte  o Rio de Janeiro e São Paulo, utilizando o Boeing 767 em ambas as rotas. Suas rotas brasileiras são atualmente de propriedade da American Airlines em 2015.

## Frota Aérea

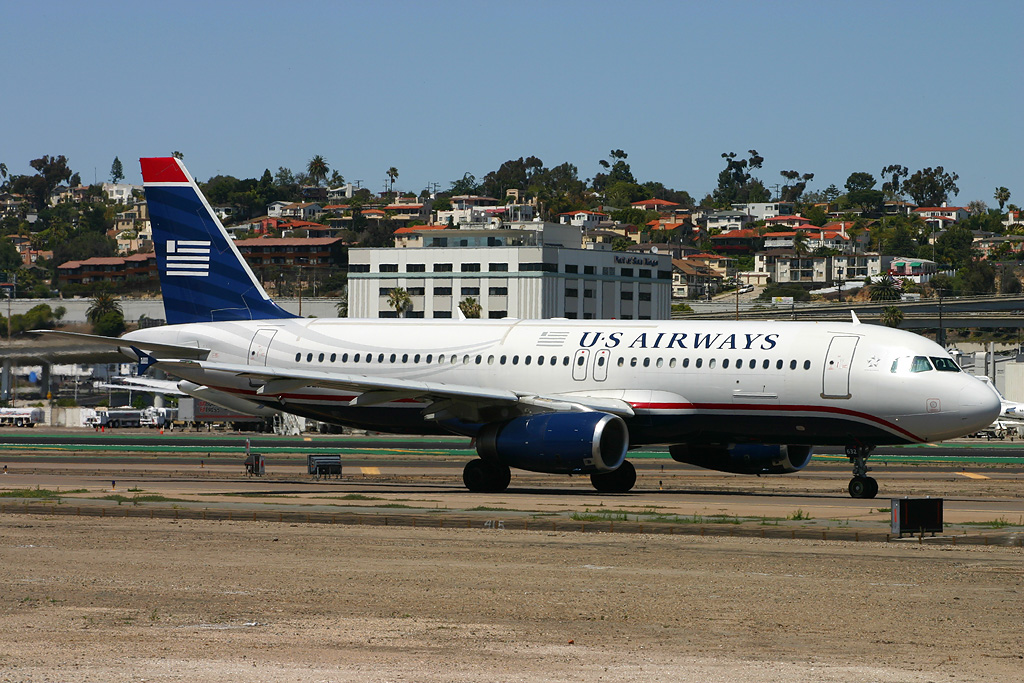
Um Airbus A320-231 da US Airways

- 93 Airbus A319
- 72 Airbus A320-200
- 88 Airbus A321-200
- 11 Airbus A330-200
- 9 Airbus A330-300
- 22 Boeing 737-400
- 24 Boeing 757-200
- 10 Boeing 767-200
- 20 Embraer 190

## Acidentes e incidentes
- Em 1986, Voo USAir 499
- Em 1989, Voo USAir 5050
- Em 1991, Voo USAir 1493
- Em 1992, Voo USAir 405

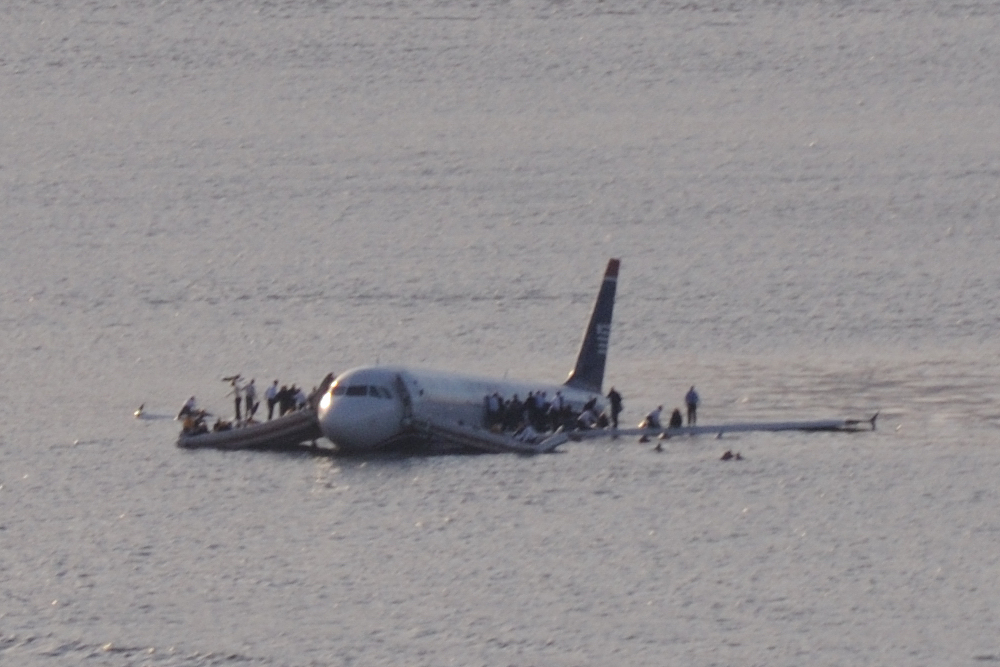
Voo US Airways 1549.

- Em 1994, Voo USAir 1016 foi um voo da USAir entre Columbia, Carolina do Sul e Charlotte, Carolina do Norte. O voo enfrentou fortes tempestades e párabrisas induzidas por microburst enquanto tentava pousar, e colidiu com árvores pesadas e uma residência privada perto do aeroporto. O acidente e o incêndio que se seguiu mataram 37 pessoas e feriram 16 outras pessoas.
- Em 1994, Voo USAir 427
- Em 2009, Voo US Airways 1549, um voo entre o Aeroporto de LaGuardia em Nova Iorque e o Aeroporto Internacional de Charlotte-Douglas em Charlotte, logo após a decolagem, um Airbus A320 bateu um grupo de pássaros perdendo potência nos dois motores, o avião pousou no rio Hudson.